# Polícia Científica (Paraná)
A Polícia Científica do Estado do Paraná é uma instituição subordinada à Secretaria de Estado de Segurança Pública do Paraná, constituída de dois órgãos: Instituto de Criminalística (IC) e Instituto Médico-Legal (IML).

## Instituto de Criminalística
O Instituto de Criminalística é uma unidade de ação programática com funções definidas e missões de caráter permanente. É um órgão de natureza técnico-científica, com atribuições em todo o Estado do Paraná. Suas atividades estão expressas na legislação penal vigente, sendo imprescindível na formação do “Corpo de delito”, materializado no Laudo pericial, atendendo ainda, aos procedimentos administrativos da esfera estadual. Nas áreas de fronteiras internacionais, atende, também, as solicitações das Superintendências da Polícia Federal e Receita Federal.

### Histórico do Instituto de Criminalística
O Instituto de Criminalística foi criado como Laboratório de Polícia Técnica em 1935 O IC manteve esta denominação até o ano de 1962, quando por força de reformulação estrutural passou a ser conhecido como Instituto de Polícia Técnica; denominação esta que permaneceu até 1982.
Em decorrência da Emenda Constitucional Estadual nº 10, de 24 de outubro de 2001, o Instituto de Criminalística desvinculou-se do Departamento da Polícia Civil; passando, juntamente com o Instituto Médico Legal, a constituir a Polícia Científica do Estado do Paraná.

### Missão do IC
O Instituto de Criminalística é uma unidade da Secretaria de Estado da Segurança Pública, administrativa, técnica e financeiramente autônoma. Seu objetivo é o de proceder a trabalhos periciais, através dos Peritos Criminais, com o intuito de elucidar tecnicamente o modo como ocorreram os fatos delituosos, com as circunstâncias que os cercaram, colhendo as provas materiais pelas quais se torne possível a identificação do autor ou autores do delito e o “modus operandi”.

### Estrutura do IC
Além da Capital, o Instituto de Criminalística conta com mais nove Seções Técnicas no interior do Estado, nas cidades de Londrina, Maringá, Foz do Iguaçu, Cascavel, Guarapuava, Umuarama, Ponta Grossa, Paranaguá e Francisco Beltrão. Participa, juntamente com as Polícias Civil e Militar, de Operações Especiais durante os meses de verão, quando aumenta o fluxo de turistas nestas regiões do Estado. Para agilizar e dar melhor atendimento à população, instalam-se anualmente as Operações “Costa Norte”, com sedes nos Municípios de 1º de Maio e Carlópolis, “Costa Oeste” em Foz do Iguaçu e Santa Helena e “Verão” em Matinhos e Guaratuba.
Para a função de Perito Criminal se impõe a condição de ingresso na carreira, a necessidade de graduação em pelo menos um curso de nível superior e devido à variedade e singularidade dos fatos delituosos, a prática pericial exige a sua reciclagem constante, bem como o acompanhamento evolutivo da ciência, seus métodos e técnicas. Após ingresso na função, só iniciará suas atividades periciais depois de concluído o curso de formação profissional da carreira com carga horária mínima de 500 horas/aula.
- Laboratórios de DNA

O Instituto de Criminalística do Estado conta com um dos mais modernos laboratórios de DNA do Brasil, inclusive com participação pioneira e efetiva na formação de banco de perfil genético de condenados por crimes hediondos que cumprem pena no Estado.
- Laboratório de Balística Forense

- Laboratório de Perícias Audiovisuais

O Laboratório de Perícias Audiovisuais realiza exames de elevada complexidade, tais como análise de conteúdo, verificação de edição, comparação de locutores e reconhecimento facial.
- Laboratório de Computação Forense

No Laboratório de Computação Forense são analisados dados de equipamentos de alta tecnologia; o que inclui computadores, discos rígidos, mídias diversas e aparelhos celulares. É onde são cruzados dados relacionados a crimes de pedofilia, crimes cibernéticos e tráfico de drogas.
- Laboratório de Documentoscopia

O Laboratório de Documentoscopia efetua grande quantidade de exames grafoscópicos, documentoscópicos de pirataria e fraude diversas. 
- Laboratório de Identificação Veicular

O Laboratório de Identificação Veicular realiza exames a veículos com chassis remarcados ou adulterados em todo o Estado.
- Laboratório de Química

O Laboratório de Química examina substâncias tóxicas, alimentos e substâncias desiguais, como após combustão por incêndios. E, nas diversas cenas de crimes, os peritos localistas coletam todo tipo de vestígio e elementos que possam auxiliar o processo investigativo e o oferecimento da denúncia.
- Laboratório de Hipnose Forense

O IC do Paraná possui o único Laboratório de Hipnose Forense da América Latina, o qual trabalha com vítimas e testemunhas de crimes graves.

## Instituto Médico Legal
O IML presta serviços de Polícia Científica na área de Medicina Legal. Realiza perícias médico-legais em cadáveres, partes de corpos, ossadas completas ou não, e em pessoas vivas, além de exames complementares (laboratoriais) nas áreas de anatomia patológica, toxicologia, química legal e sexologia forense, requisitadas por autoridades policiais e judiciárias, necessárias ao esclarecimento dos processos policiais, judiciários e administrativos.

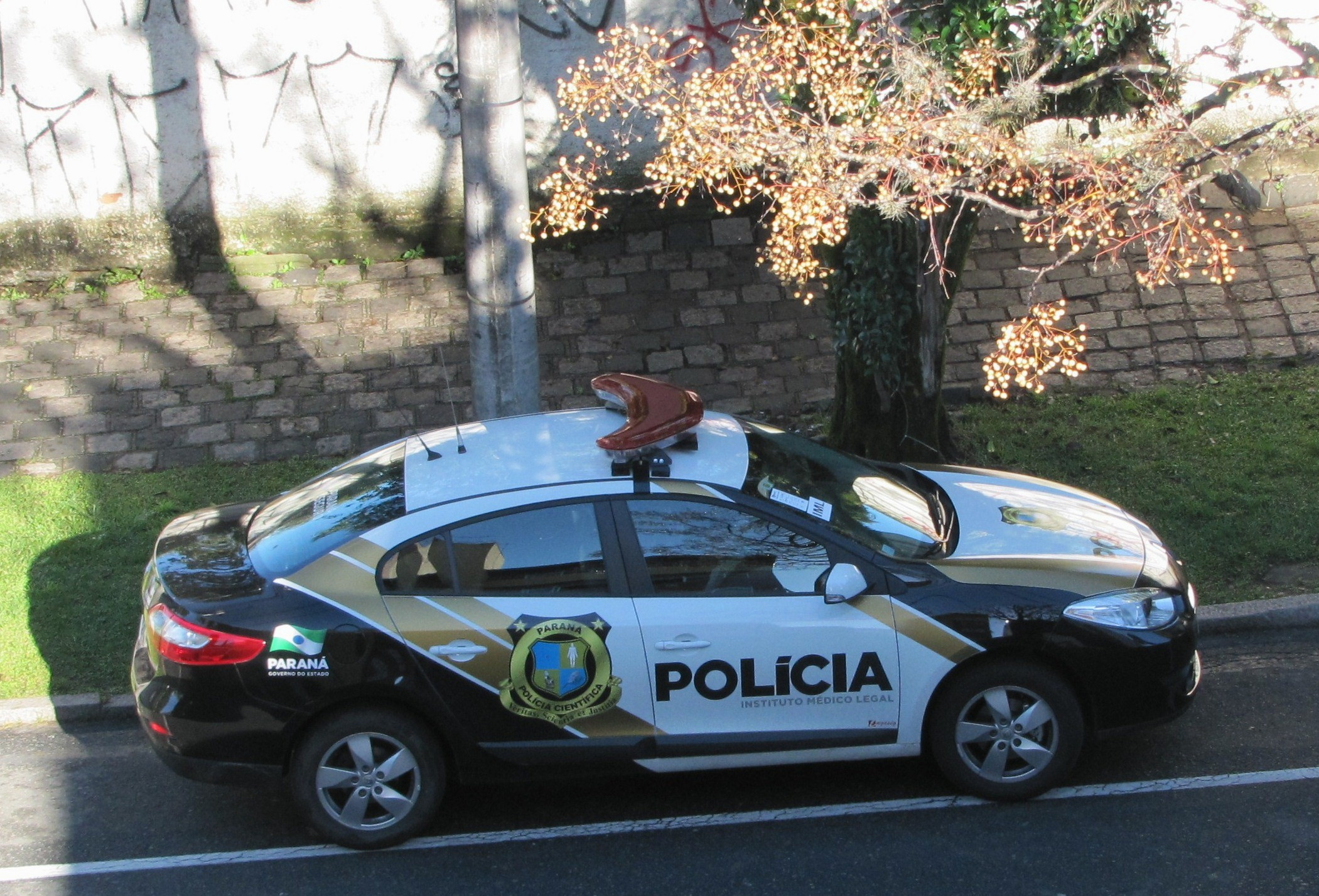
Viatura da Polícia Científica do Paraná.

O Instituto Médico Legal do Paraná possui competência para a realização de pesquisas científicas relacionadas à Medicina Legal. Exerce ação em todo Estado, possuindo uma sede na Capital, outra na Região Metropolitana e quinze no Interior, cabendo a Supervisão-Geral a um Diretor médico-legista.

### Histórico do Instituto de Criminalística
Em 1892 o Presidente do Estado do Paraná, Francisco Xavier da Silva, e o Secretário do Interior e da Justiça, João Ferreira Leite, criaram o cargo de Médico da Polícia: "É creado o logar de Médico da Polícia, na Capital, ao qual compete: exames de corpo de delicto, sanidade e autópsia …".
Em 1929, assinado pelo Presidente do Estado do Paraná Affonso Alves de Camargo e pelo Secretário do Interior e da Justiça, José Pinto Rebello Júnior, foi aprovado o Regulamento Geral da Polícia Civil do Estado do Paraná; alterando o nome do Serviço de Medicina Legal para Departamento de Medicina Legal.
A atual denominação de Instituto Médico Legal data de 1962, quando foi criada a Secretaria de Estado da Segurança Pública, em substituição à Chefatura de Polícia, no governo de Ney Aminthas de Barros Braga.
Em 1974, no governo de Emílio Hoffmann Gomes, com a denominação de "Estatuto da Polícia Civil", foram criadas as carreiras de Químico Legal e de Toxicologista.

### Missão do IML
Por ser um Serviço Técnico-científico à disposição da Polícia e do Judiciário, especialmente, o IML emite laudos sigilosos que representam peças fundamentais nas investigações, inquéritos policiais e demais encaminhamentos jurídicos.